# Нерпин, Иван Алексеевич
Иван Алексеевич Не́рпин (1814—1875) — российский купец и общественный деятель. Потомственный почётный гражданин.

## Биография
Иван Алексеевич Нерпин — продолжатель династии сибирских купцов Нерпиных. Родился в 1814 году в семье тарского купца 1-й гильдии Алексея Степановича Нерпина (с 23.07.1810 г. коммерции советник). С 1828 по 1836 года был в Кяхте комиссионером купца Кичина, а затем купца А. А. Кузнецова. С 1843 года начал собственную торговлю чаем. С 1844 по 1853 год — кяхтинский купец 1-й гильдии. С 1854 года перешёл во 2-ю гильдию. Занимался торговлей с Китаем. Первый русский купец наладивший торговлю с Шанхаем. В течение десятилетия слыл одним из самых богатых купцов Кяхты, где имел кожевенный завод, а в селе Бичура открыл свеклосахарный завод (1853). Вместе с А. М. Лушниковым принимал участие в издании газеты «Кяхтинский листок», на страницах которой писал заметки.
В 1852 году подал прошение на произведение его с семьёй в потомственное почётное гражданство. Указ об этом вышел 3 июня (16 июня) 1854 года, однако уже в июле был отменён, так как Иван Алексеевич Нерпин объявил себя несостоятельным должником.
В 1861 году Нерпин возглавил первый после миссии графа Н. П. Игнатьева (Пекинский трактат (1860) купеческий караван в Китай, а затем, являясь агентом кяхтинского купечества, с 1861 по 1864 гг. передавал информацию из Шанхая, Пекина, Калгана о ситуации на рынках этих городов и возможных коммерческих контактах с китайцами. За установление торговых отношений России с Китаем 13.01.(26.01) 1864 г. повторно произведен в потомственные почётные граждане.
С 1864 года занимался исключительно золотопромышленностью на своих приисках в Чикойской системе (Забайкалье).
Умер 16(28) апреля 1875 года. Похоронен в Троицкосавске.

## Семья
Супруга:
- Мария Захаровна, урожд. Крылова[4] (1818—1889). В браке с 26.09. (08.10) 1845 г., Москва. Похоронена на Казанском кладбище Царского Села.

Дети:
- Алексей Иванович Нерпин[1][4] (1849 — после 1917) — потомственный почётный гражданин, золотопромышленник, товарищ-распорядитель Верхне-Амурской и Амгуньской золотопромышленных компаний. Член правления Российского золотопромышленного общества («Золорооса»). Член руководящего комитета «Синдиката для разработки рудных богатств Китая»[5].
- Александра Ивановна Нерпина[1] (Шувалова) (1866—1943) — участница Белого движения, похоронена во Франции на кладбище Сент-Женевьев-де-Буа[6].
- Мария Ивановна Нерпина (Сысоева)[1] (27 марта (8 апреля) 1847 года — после 1907 г.). Супруг — статский советник Порфирий Дмитриевич Сысоев, потомственный дворянин, кавалер орденов Святой Анны II—III степени, Святого Станислава II—III степени, Святого Владимира IV степени.

## Публикации
- Нерпин И. А. Из Тянь-Цзына. О развитии торговли в Китае // «Кяхтинский листок». № 1. 1862. Кяхта.